# 星剧社
《星剧社》是湖南卫视新推出的舞台剧节目，于2014年4月24日起每周四晚22点播出。接档《百变大咖秀》。首次尝试在电视上看话剧的模式。

## 节目内容
由知名的演员主演，两岸三地各大剧团均鼎力加盟。《星剧社》向广大观众推出12部青春爆笑的舞台喜剧。首播的《21克拉》为上海新生代话剧导演何念“爱情三部曲”中的一部，由宁财神编剧，讲述的是普通甚至有点抠门的白领男与一个极度拜金的小三女的爱情。全剧充满着面包与爱情的选择，给人带一些爆笑的同时让人深思。

## 主创团队
湖南卫视著名主持人张丹丹为主导的团队。曾成功打造2013七夕夜话剧节目《撒娇女王》。

## 节目特色
首次尝试在电视上看话剧的模式。

## 资料来源
http://yule.sohu.com/20140418/n398475560.shtml （页面存档备份，存于）